# Julien Stassen
Pour les articles homonymes, voir Stassen.
Julien Stassen (né le 20 octobre 1988 à Verviers) est un coureur cycliste belge, professionnel de 2013 à 2018.

## Biographie
À partir de 2011, Julien Stassen bénéficie d'un « contrat Rosetta » (convention de premier emploi) qui lui permet de se consacrer au cyclisme à plein temps. Il se fracture le coude au printemps 2011, ce qui l'empêche de courir pendant tout le mois d'avril. Revenant en bonne forme en fin de saison, il gagne deux courses et prend la dix-neuvième place du championnat de Belgique élites sans contrat.
En 2012, il intègre l'équipe continentale Idemasport-Biowanze. Il remporte le championnat de Wallonie et termine à la deuxième place de la Topcompétition.
En 2013, il devient professionnel au sein de l'équipe Wallonie-Bruxelles.
Après une dernière saison en 2018 au sein de l'équipe WB-Aqua Protect-Veranclassic, il arrête sa carrière.

## Palmarès
- 2012[5]
  - Champion de Wallonie sur route
  - 2e du Mémorial Danny Jonckheere
  - 3e du championnat de la province de Liège sur route
- 2013
  - 3e du championnat de la province de Liège sur route

## Classements mondiaux
| Année           | 2012 | 2013 | 2014 | 2015 | 2016   | 2017 |
| --------------- | ---- | ---- | ---- | ---- | ------ | ---- |
| UCI Europe Tour | 681e | 728e | 475e |      | 1 061e | e    |